# Gerhard (Orgelbauer)
Die Orgelbauerfamilie Gerhard (auch „Gerhardt“) wirkte im 18. und 19. Jahrhundert über drei Generationen im Ostthüringer Raum. Das war zu damaliger Zeit das Gebiet des Herzogtums Sachsen-Altenburg, gefolgt vom Großherzogtum Sachsen-Weimar-Eisenach.

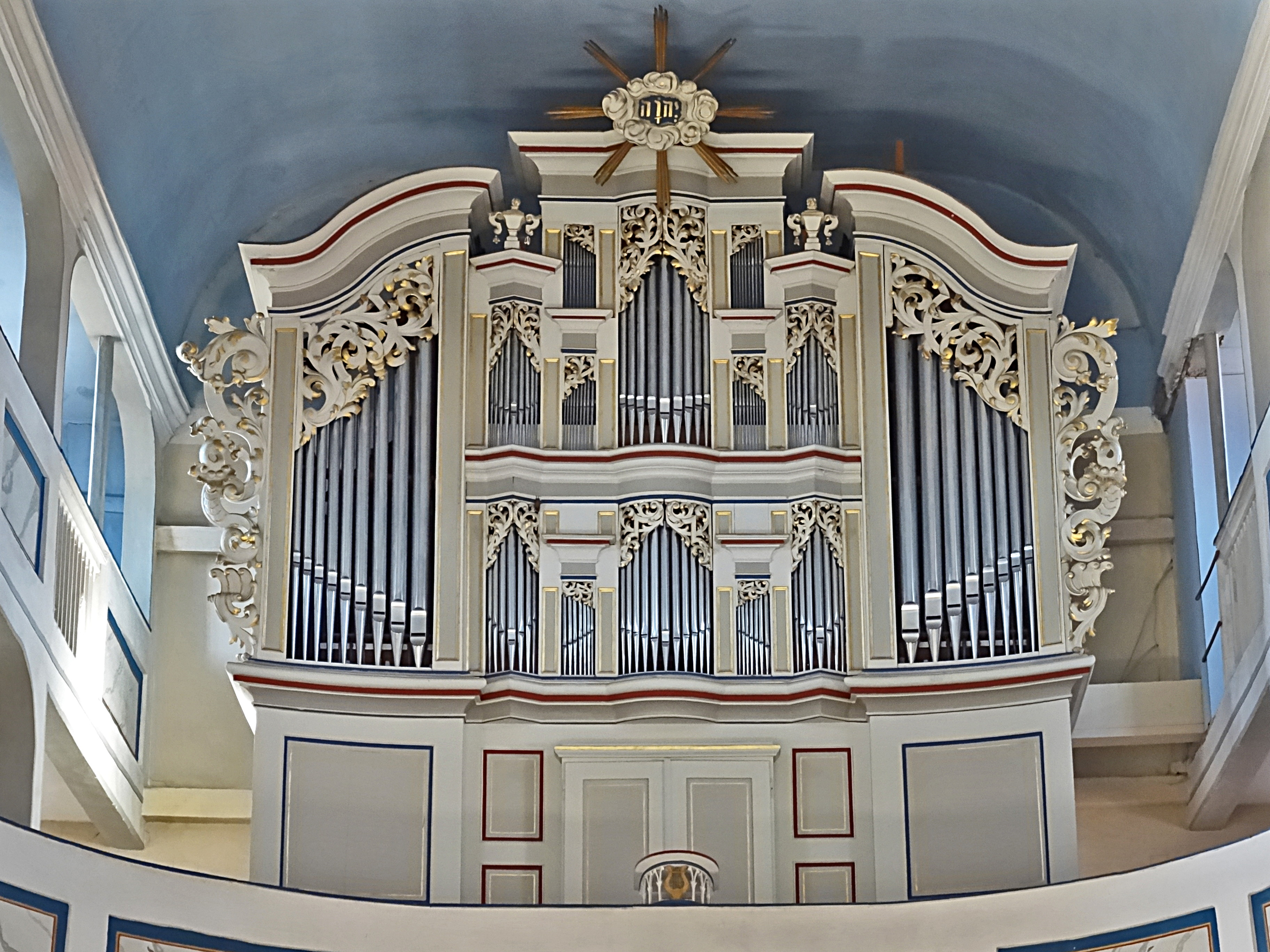
St. Johannis (Bürgel)

## Familiengeschichte
Die Familien- und Firmengeschichte beginnt mit dem Firmengründer Justinus Ehrenfried Gerhard, einem Schüler von Gottfried Silbermann, des bedeutendsten sächsischen Orgelbauers der Barockzeit. Die unterschiedliche Schreibweise des Familiennamens mit und ohne „t“ erscheint in amtlichen sowie persönlichen Dokumenten.
Das Geburtsjahr von Justinus wurde nach einem Eintrag im Sterberegister von 1786 seiner Wirkungsstätte Lindig auf 1710 festgelegt, da es dort heißt: Justinus Ehrenfried Gerhard(t), berühmter Orgelbauer wie auch Nachbar und Innwohner zu Lindig ist den 16. Januar gestorben, und den 18. desselben mit einer Leichenpredigt über den von ihm selbst erwählten Text Psalm 73 Vers 28 beerdigt worden, alt 75 Jahre.
Biografische Daten von Justinus aus der Zeit, bevor er nach Lindig kam, sind bis heute unbekannt. Das Traubuch der Gemeinde Lindig weist einen Eintrag aus, nach dem sich Justus Ehrenfried „der Orgelmacher mit der Jungfrau Justina Maria Thiemin“, einer gebürtigen Lindigerin, am 16. Mai 1741 vermählte. Vermutlich waren Wohnhaus und Werkstatt des Orgelbauers auf dem Grundstück des heutigen Gehöftes Dorfstraße 17. Die Dorfkirche zu Lindig erhielt 1742 eine Orgel von Justinus.
Zur Trauung und der Geburt der ersten beiden Kinder war der Name August Ehrenfried Gerhardt. Bei der Geburt der 3. Kindes trat erstmals der Name Justinus Ehrenfried Gerhardt auf.
Christian August war der zweite Sohn Justinus’ und Marias. Er wurde am 1. September 1745 in Lindig geboren und erlernte in der väterlichen Werkstatt das Orgelbauerhandwerk. Seine Mitarbeit belegen Inschriften an den 1780/81 gebauten Orgeln in der evangelischen Stadtkirche Bürgel und in der evangelischen Kirche Rudersdorf: „Von den beiden Gerhard(t)en zu Lindig“.
Nach dem Tod des Firmengründers übernahm Christian August die Werkstatt. Am 3. November 1777 heiratete er Maria Susanna Süße aus Lindig. Dieser Ehe entstammten vierzehn Kinder. Christian August starb am 15. Dezember 1817 in Lindig.
- Johann Christian Adam Gerhard (* 17. August 1780; † 6. Mai 1837), das vierte Kind, lernte im väterlichen Betrieb das Orgelbauhandwerk, verlegte allerdings später seine Werkstatt nach Dorndorf an der Saale. Laut Kirchenbuch Dorndorf heiratete 1814 er in der Kirche zu Tautenburg Christiane Juliane Rost, Tochter des Kantors Johann Christoph Rost in Dorndorf.

Johann Christian Adam baute nachweislich seit 1810 selbstständig Orgeln. Die Orgel in Kötschau, einem Ortsteil von Großschwabhausen bei Weimar trägt die Inschrift „F.C.A. Gerhard(t), Orgelbaumeister Dorndorf 1826“. Diese Inschrift entdeckte der Orgelbauer Hugo Schramm aus Bürgel im Jahre 1927 bei der Reparatur der Orgel.
- Das siebte Kind, Regina Maria, wird am 29. Oktober 1784 geboren. Regina heiratete am 3. November 1807 in Lindig Ludwig Wilhelm Caspar Poppe, den Sohn des Orgelbaumeisters Christian Friedrich Poppe aus Stadtroda, damals Roda.
- Auch Johann Ernst Gottfried Gerhard (* 21. April 1786), als achtes Kind geboren, lernt im väterlichen Betrieb den Orgelbau. Seine Werkstatt eröffnet er später in Merseburg.
- Als zwölftes Kind der Familie wird am 5. August (Jahreszahl geht aus der Quelle nicht hervor.) Johanna Rosina Elisabetha geboren. Sie heiratet am 17. Januar 1820 in Lindig den Tischler und Orgelbauer Meister Christian Heinrich Körner aus Stadtroda, der durch diese Heirat Schwager von Ludwig Wilhelm Caspar Poppe wird, in dessen väterlichem Betrieb er vermutlich beschäftigt war. Das zeigt, dass schon damals familiäre Bindungen aus geschäftlichen Interessen heraus unter gleichen Gewerken geschlossen wurde.

Mit dem Tode von Johann Christian Adam († 1837) und Johann Ernst Gottfried († ?) starb das Ostthüringer Familienunternehmen der Orgelbauer Gerhard aus.
Die schönen Barockprospekte der solide hergestellten Instrumente, die gute Registerzusammenstellung und der außergewöhnliche Klang zeugen noch heute von der großen handwerklichen Kunst der Familie.